# Archie Comics
Archie Comics è una casa editrice di fumetti statunitense specializzata nelle serie destinate agli adolescenti.
Prende il nome dal personaggio di Archie, protagonista di varie serie a fumetti dal 1941 in poi. La casa editrice è anche nota per i personaggi di Shield, Sabrina, vita da strega, Josie and the Pussycats, e Katy Keene, nonché per la longeva serie Sonic the Hedgehog (e i suoi spin-off Knuckles the Echidna, Sonic X, Sonic Universe e Mega Man) tratta dall'omonima serie di videogiochi. Dai fumetti della Archie Comics sono stati tratti altri media, tra cui sceneggiati radiofonici, cartoni animati, serie televisive, film, e l'immaginario gruppo musicale The Archies.

## Storia
La Archie ha iniziato la sua attività nel 1939 con il nome di MLJ Comics (dalle iniziali dei suoi fondatori: Maurice Coyne, Louis Silberkleit e John L. Goldwater). L'editore ha dapprima pubblicato storie di supereroi: The Shield (supereroe patriota), The Comet, The Hangman, Roy the Superboy, Steel Sterling, ecc.
Nel dicembre del 1941, nel n. 22 di Pep Comics, apparve il personaggio di Archibald Andrews creato da Bob Montana. Questa serie, ingenua e compiacente, che cercò di recuperare un po' del successo dei film della serie Andy Hardy (con Mickey Rooney), narra le avventure di un gruppo di adolescenti del Massachusetts. Divenuta molto popolare, la serie genererà degli spin-off, soprattutto a opera di Dan DeCarlo, quali Sabrina, vita da strega, Josie e le Pussycats, Betty and Veronica o ancora Cheryl Blossom.
Archie Comics ha pubblicato anche delle serie adattate da cartoni animati o da videogiochi: Sonic the Hedgehog, Tartarughe Ninja (in una versione più simile alla serie animata degli anni '80 rispetto ai fumetti della Mirage Studios), Scooby-Doo, Mega Man, ecc.
Nel 2014 la casa editrice ha deciso di avviare un reboot del suo universo fumettistico con il restyling di tutte le testate e il cambio di titolo di molte serie.

## Media
La serie della Archie Comics sono state adattate per diversi media: sceneggiati radiofonici, cartoni animati (come  Archie e Sabrina, Josie e le Pussycats, Zero in condotta, Sabrina, Gli strani misteri di Archie, Sabrina: La mia vita segreta) serie televisive (Sabrina, vita da strega, Riverdale, Le terrificanti avventure di Sabrina), ma anche canzoni (con il gruppo The Archies, che canta Sugar, Sugar, canzone che ha avuto un successo planetario).